# Rainier III
Pour les émissions de timbres-poste, voir Rainier III (philatélie).
Rainier III, né le 31 mai 1923 à Monaco et mort le 6 avril 2005 à Monaco, est prince souverain de Monaco du 9 mai 1949 à sa mort.
Durant son règne de plus de 55 ans, la géographie de Monaco ainsi que son urbanisme se sont profondément transformés (extension exponentielle de l'immobilier, conquête de nouveaux territoires sur la mer), lui valant d'être surnommé le « prince bâtisseur ». Il dote également son pays d'une nouvelle constitution. Son mariage avec l'actrice américaine Grace Kelly permet de mettre en lumière la principauté dans le monde entier.

## Ascendance
Il est fils de la princesse Charlotte de Monaco et du prince Pierre de Monaco, né Pierre de Polignac de la branche cadette de la famille de Polignac (arrière-petit-neveu de Jules de Polignac, dernier président du Conseil des ministres de Charles X). Il a une sœur, la princesse Antoinette de Monaco, son aînée de deux ans.

## Jeunesse

### Naissance et ascendance
Il naît au palais princier à 6 heures du matin, est baptisé le 14 juin 1923 à la cathédrale de Monaco et reçoit comme parrain son grand-père maternel, le prince souverain Louis II, et comme marraine la princesse Henriette de Belgique, « duchesse de Vendôme ».
Son grand-père Louis II de Monaco fut officier dans une unité combattante de l’armée française et décoré pour actes de bravoure durant la Première Guerre mondiale. Louis II venait d'être nommé général de l’armée française, quand il fut appelé à venir régner à Monaco.

### Études
Il étudie à St Leonards-on-Sea en Angleterre puis à Stowe, une école privée d'Angleterre. Il poursuit ses études à l'Institut Le Rosey de Rolle en Suisse, avant de rejoindre l'École libre des sciences politiques (promotion 1943), dont il n'obtient pas le diplôme.

### Seconde Guerre mondiale
Le 28 septembre 1944, pour compenser la politique de son grand-père pendant l'occupation, inspirée de celle de son ancien chef le maréchal Pétain, Rainier s’engage dans l’armée française comme volontaire au titre d’étranger ; il est affecté à l’état-major du 2e corps d’armée commandé par le général Joseph de Goislard de Monsabert puis intègre le 7e régiment de tirailleurs algériens des troupes d’Afrique françaises en tant que soldat de deuxième classe et prend part aux opérations de la campagne d’Alsace ; il est décoré de la croix de guerre 1939-1945 et de la Bronze Star américaine. En 1947, en raison de ses états de service, il est nommé chevalier de la Légion d'honneur à titre militaire par Léon Blum. Il sera par la suite élevé à la dignité de grand-croix en tant que prince souverain de Monaco[réf. nécessaire].
Il est élevé au grade de capitaine dans l’armée française en avril 1949, puis de colonel en décembre 1954.
En 1953, Rainier a un mauvais accident en heurtant un arbre pendant le Tour de France auquel il participe sous un nom d'emprunt. Sa passion pour les rallyes automobiles est très forte.

## Prince héréditaire de Monaco
Le prince Rainier de Monaco atteignant sa majorité (21 ans) le 31 mai 1944, sa mère, la princesse héréditaire Charlotte de Monaco, duchesse de Valentinois, renonce à ses droits de succession le 30 mai 1944. En conséquence, le prince souverain Louis II nomme son petit-fils prince héréditaire (c’est-à-dire prince héritier) par ordonnance princière datée du 2 juin 1944.

## Prince souverain de Monaco

### Accession au trône
La paix revenue, il s’installe à Saint-Jean-Cap-Ferrat, à distance raisonnable de la fin de règne de Louis II de Monaco, avec  qui les rapports se sont tendus. En effet, on raconte[Qui ?] que les deux hommes ne s'aimaient guère. C'est ainsi qu'on rapporte souvent que Rainier fut élevé par des nonnes. En réalité, cela résulte de la méconnaissance de l'italien par le consul français. En effet, les documents officiels affirmaient, selon ledit consul, que Rainier avait été élevé par les sœurs par suite de sa mésentente avec son grand-père, alors qu'en réalité il était écrit que son éducation avait été faite par il nonno, c'est-à-dire « le grand-père ».
Le 9 mai 1949, à la mort de son grand-père, Rainier devient prince souverain de Monaco à 26 ans.

### Querelle dynastique
Aynard Guigues de Moreton de Chabrillan a revendiqué le trône princier de Monaco en 1925 à la suite de l'adoption officielle de Charlotte Grimaldi (devenue princesse Charlotte de Monaco), puis en 1949, au décès du prince Louis II.
C'est la renonciation de Guillaume II de Wurtemberg-Urach (éphémère Mindaugas II de Lituanie), si tant est qu'elle fût valable pour ses propres descendants, car elle fut juridiquement entachée de nullité, qui aurait fait de lui l'héritier de la principauté par son arrière-grand-mère la princesse Honorine de Monaco (1784-1879), elle-même petite-fille du prince souverain Honoré III (1720-1795).
Il faisait valoir qu'une adoption (même doublée d'une filiation naturelle) ne pouvait produire aucun effet en droit successoral dynastique. Cependant, le prince Albert Ier, sur le conseil du parlement monégasque, avec l'accord des autorités françaises (dans le cadre du protectorat) et suivant les dispositions du traité franco-monégasque de 1918, était libre de modifier officiellement, et valablement, les règles de succession au trône monégasque (y inscrivant le droit de succession par adoption), comme son arrière-petit-fils Rainier III le fera par la suite lui aussi, et de ce fait, toute revendication, même officielle, d'un membre éloigné de la famille Grimaldi, ne pouvait être valable.

### Onassis et Monroe, Hitchcock et Kelly
La Société des bains de mer a un actionnaire aussi actif qu'encombrant, l'armateur grec Aristote Onassis. Celui-ci pense que Monaco peut avoir une place plus importante dans le cadre du futur développement du tourisme méditerranéen. Onassis pense au prince au moment où le cinéma devient dans les années 1950 « usine à rêves » grâce au festival de Cannes.
Rainier a eu une idylle avec la comédienne Gisèle Pascal, fille de fleuriste, mais cette relation est terminée depuis 1953.
Onassis va chercher à organiser un mariage médiatique avec la valeur sûre du moment : Marilyn Monroe. C'est en fait la vedette du moment d'Alfred Hitchcock, l'actrice américaine Grace Kelly, qui participe au Festival de Cannes 1955, qui épousera le prince.

### Mariage avec Grace Kelly

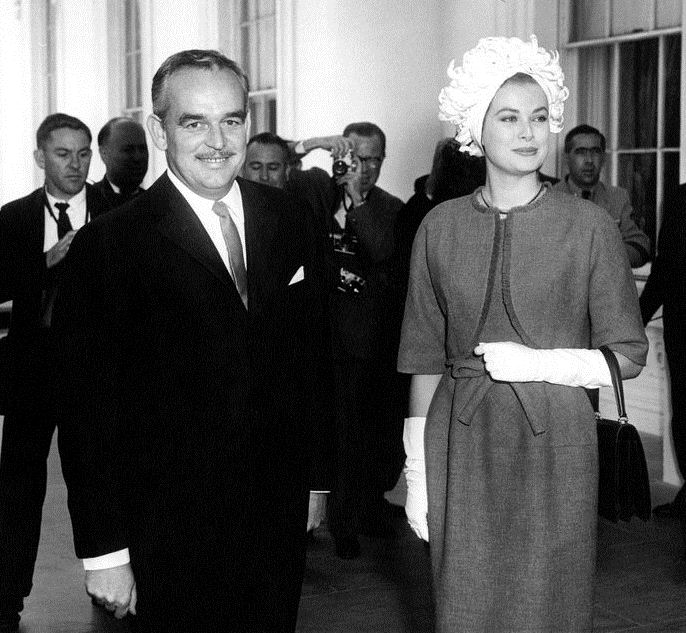
Le prince Rainier III et son épouse Grace à la Maison Blanche, Washington, 1961.

C’est le Niçois Pierre Galante, journaliste à Paris Match et mari de l'actrice Olivia de Havilland, qui suscite la rencontre entre Grace et Rainier. Les fiançailles ne dureront que trois semaines. Rainier doit obtenir l'autorisation du gouvernement français, en application du traité de Paris (1918) :
« Les mesures concernant les relations internationales de la Principauté devront toujours faire l'objet d'une entente préalable entre le Gouvernement princier et le Gouvernement français.
Il en est de même des mesures concernant directement ou indirectement l'exercice d'une régence ou la succession à la couronne qui, soit par l'effet d'un mariage, d'une adoption ou autrement, ne pourra être dévolue qu'à une personne ayant la nationalité française ou monégasque et agréée par le Gouvernement français. » (article 2).
Le 12 avril 1956, Grace Kelly arrive à Monaco à bord du paquebot SS Constitution (en) : le canon tire une salve d’honneur. Onassis fera pleuvoir des œillets rouges et blancs depuis son hydravion. Des promenades sur la corniche ont lieu, sous les regards des paparazzi.
Le mariage civil a lieu le 18 avril et le mariage religieux le 19 avril 1956 ; Alfred Hitchcock est le témoin de la mariée et le tout Hollywood s’est déplacé. Le garde des sceaux, François Mitterrand, représente la France, qui, aux termes du traité de Paris, exerce de fait une tutelle sur le trône de Monaco. Le mariage est animé par l’acteur américain Gene Kelly (MGM) et la chanteuse belge Annie Cordy, sous contrat de Pathé Marconi.
La princesse Grace meurt le 14 septembre 1982 des suites d'un accident de voiture survenu la veille sur les hauteurs surplombant Monaco. Ses funérailles ont lieu le 18 septembre.

### Problèmes de santé

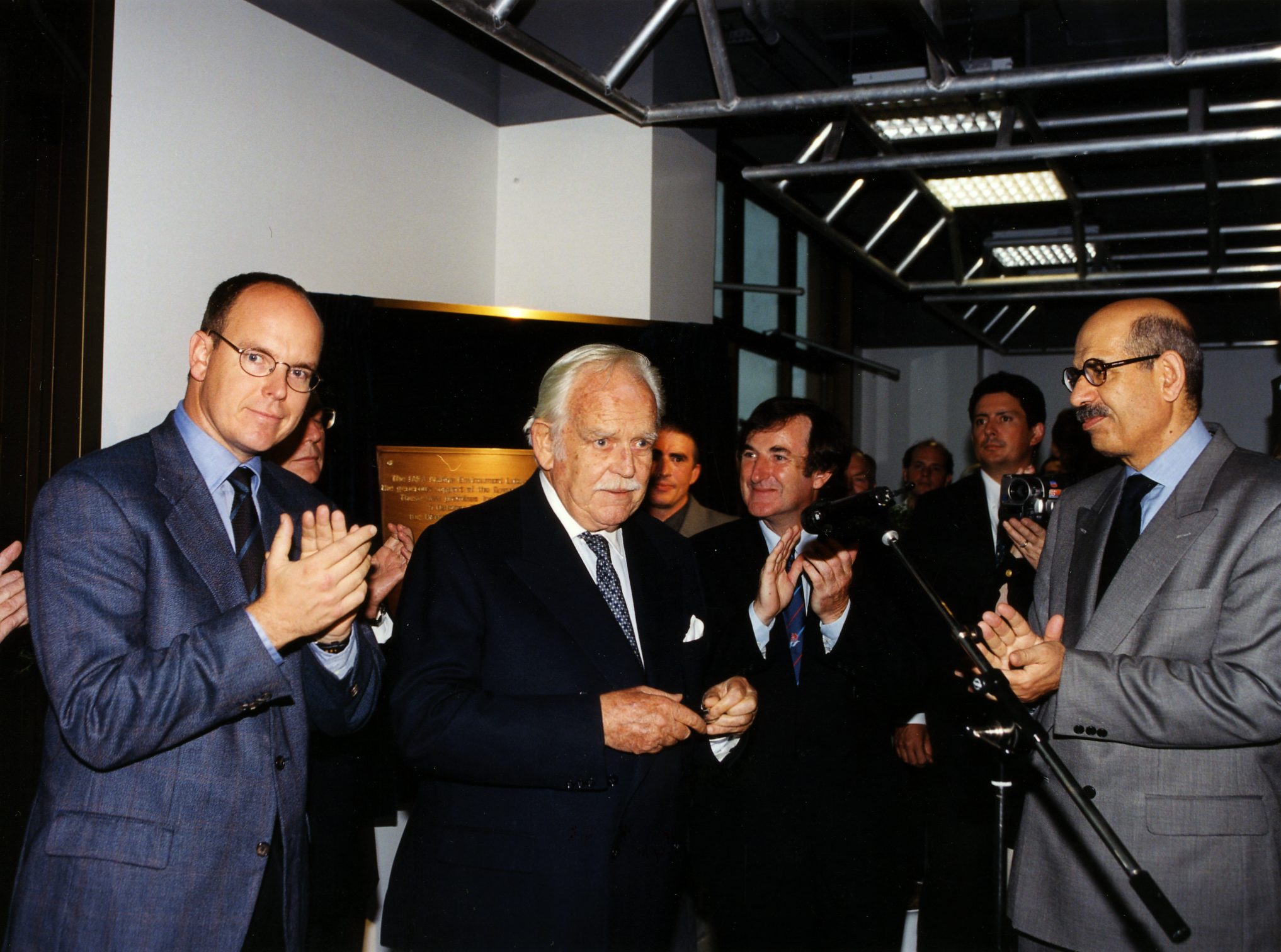
Rainier III avec son fils le prince Albert, 1998.

Le prince Rainier, gros fumeur, connaît à la fin des années 1990 plusieurs ennuis de santé.
Il subit un pontage coronarien en 1994. Le 16 décembre 1999, il est opéré au centre cardio-thoracique de Monaco pour une dilatation anévrismale, avec pose d'une endoprothèse. En février 2000, nouvelles opérations au centre cardio-thoracique pour une l'ablation partielle d'un poumon et un pneumothorax. Il est de nouveau hospitalisé en 2003 à la suite de bronchites puis pour un état grippal. En 2004, il est hospitalisé à de nombreuses reprises pour une fatigue générale, un syndrome coronarien aigu et une infection broncho-pulmonaire.

### Fin de règne et mort
Le 7 mars 2005, il est hospitalisé pour une infection broncho-pulmonaire au centre cardio-thoracique. Le 22 mars 2005, il est admis au service de réanimation du même centre à la suite d'une infection broncho-pulmonaire compliquée d'insuffisances cardiaque et rénale. Les médecins ont pronostiqué que ses chances de survie sont très faibles. Le 31 mars 2005, le Conseil de la Couronne constatant « l'empêchement pour Son Altesse Sérénissime, le prince Rainier III, d'exercer ses hautes fonctions », le prince héréditaire Albert assure la régence.
Après un long règne de plus de 55 ans, le prince Rainier III s'éteint le 6 avril 2005 à 6 h 35 du matin au centre cardio-thoracique où il était hospitalisé, à l'âge de 81 ans, des suites de son infection. Sa disparition passa au second plan médiatique à l'international à la suite de l'agonie et la mort du pape Jean-Paul II au même moment. Son fils aîné de 47 ans lui succède et devient le prince Albert II.
Un mois de deuil national est déclaré, tandis que la famille princière porte pour sa part un deuil de trois mois. Les administrations, services publics, établissements scolaires, casinos restent fermés le jour des funérailles. En France, les drapeaux sont mis en berne. En conseil des ministres à Paris, le porte-parole du gouvernement Jean-François Copé annonce que la France s'associait à ce deuil.

### Funérailles
Les obsèques du prince Rainier ont lieu le vendredi 15 avril.
Une soixantaine de délégations internationales assistent aux funérailles. Environ 800 personnes sont invitées à la procession dans la cathédrale du palais, célébrée par Bernard Barsi. Parmi les invités, le président français Jacques Chirac, la reine Sonja de Norvège, le prince Andrew (fils de la reine Élisabeth II), l'ancien président du Salvador Francisco Flores ou encore le représentant du Bahreïn, le roi des Belges Albert II, le roi d'Espagne Juan Carlos Ier et l'ancienne impératrice d'Iran, Farah Diba.
Le cercueil du prince est porté par des carabiniers. Rainier III est ensuite inhumé en la cathédrale, dans laquelle il repose aux côtés de son épouse.
Une messe de requiem, réservée aux Monégasques, aux résidents de la Principauté et au personnel du palais princier, est célébrée à la cathédrale.

## Accomplissements du règne
- 1957 : construction des premiers buildings monégasques.
- 1958 : lancement des travaux de construction du quartier du Larvotto : 54 000 m2 seront récupérés sur la mer à l’est du territoire monégasque.
- 1959 : réunion au musée océanographique de Monaco de la première conférence scientifique sur l’élimination des déchets radioactifs à terre et en mer. 280 experts sont présents et représentent 30 pays et organismes internationaux. Au-delà des répercussions sur les accords internationaux concernés, le prince fonde le Centre scientifique de Monaco (CSM) dès l'année suivante intègre à ses laboratoires des programmes d'étude apparentés à ces problématiques.
- 1960 : Rainier III devient président d'honneur de la coalition mondiale contre la vivisection.
- 17 décembre 1962 : promulgation de la nouvelle Constitution de Monaco qui consacre la souveraineté et l’indépendance de l'État monégasque tout en réaffirmant les rapports particuliers entretenus avec la France et définis par le traité du 17 juillet 1918.
- 1965 : lancement des travaux de construction du quartier de Fontvieille : il s'agit d’une emprise sur la mer de 220 000 m2 de terrains constructibles et d’un nouveau port à l’ouest du territoire monégasque. Les travaux vont durer 20 ans.
- 17 février 1966 : création de la Fondation Prince Pierre, dont l’objet est de favoriser la culture par l’attribution de bourses dans les domaines littéraires, musicaux et artistiques.
- 1970 : création de la commission Ramoge, organisme réunissant la France, l’Italie et la principauté pour la protection de la Méditerranée. Elle a notamment conduit à la mise en place en 1999 du sanctuaire des baleines dans le bassin liguro-provençal.
- 1975 : il est l'un des trois chefs d’État à assister aux obsèques du dictateur espagnol Francisco Franco, avec Augusto Pinochet et Hussein de Jordanie.
- 1985 : inauguration du Stade Louis-II. Le quartier de Fontvieille est terminé.
- 1987 : inauguration du Centre cardio-thoracique de Monaco.
- 1992 : participation à la conférence de Rio sur l'environnement (deuxième Sommet de la Terre) et prise de parole pour la protection de la Méditerranée.
- 28 mai 1993 : admission de la principauté en qualité de 183e membre à l’Organisation des Nations unies. Lancement des travaux de mise en souterrain de la gare de Monaco-Monte-Carlo afin de récupérer quatre hectares occupés par les emprises ferroviaires de la gare de Monaco ; 55 % seront consacrés à la construction d’immeubles de bureaux et d’appartements.
- 1994 : début des travaux de construction du Grimaldi Forum Monaco, un centre de congrès et de culture qui développera 70 000 m2 de planchers.
- Décembre 1999 : inauguration de la nouvelle gare de Monaco-Monte-Carlo.
- Janvier 2000 : lancement des travaux de la grande digue (352 mètres) qui permettra de protéger le vieux port, d’accroître la capacité de mouillage du port et d’autoriser l'accueil des paquebots de croisière. Cet ouvrage d'art semi-flottant résulte d'un procédé unique dit du « mur d'eau fixe », dont le brevet international déposé par Monaco est une première mondiale.
- 24 octobre 2002 : signature d'un nouveau traité franco-monégasque, lequel remplace celui de 1918 et renforce la souveraineté monégasque tout en réaffirmant les relations étroites et privilégiées entre les deux états voisins et amis.
- 5 octobre 2004 : Monaco devient le 46e État membre du Conseil de l'Europe.

À la fin de son règne, Monaco est l’État le plus densément peuplé au monde avec 30 000 résidents pour 2 kilomètres carrés. Seul un sixième des habitants sont Monégasques, le reste de la population étant pour l’essentiel composé de personnes fortunées (la principauté est régulièrement décrite comme un paradis fiscal). En matière de sécurité, Monaco comporte un policier pour cent habitants et un système de vidéosurveillance généralisé à toute la ville.

## L'homme d'affaires
Avec ses nouveaux partenaires, le prince veut avoir la haute main sur la Société des bains de mer. Il est pour le développement d’un nouveau tourisme populaire. En 1962, il ira défier le général de Gaulle, défi qui aboutira à l’élaboration d'une nouvelle constitution et à la signature de conventions fiscales avec la France.
En 1966, il évince Aristote Onassis de la Société des bains de mer, et devient patron à part entière du Rocher.
Par ailleurs, il a été gravement mis en cause par le Parlement français, sous la conduite d’Arnaud Montebourg, pour le système fiscal monégasque et les phénomènes de blanchiment international d'argent supposés. Monaco a réagi à ces accusations en présentant de nombreuses garanties de sûreté et de moyens mis en œuvre pour lutter contre les délits financiers. Le FMI a notamment, en 2002, publié un rapport reconnaissant les efforts réalisés par la Principauté en la matière. En outre, Monaco ne figure plus sur la « liste noire » des pays non coopératifs de l'OCDE.
En 2015 il s'est vendu chez Machoir à Nice 2 voitures lui ayant appartenu  durant cette vente il s'est vendu une Mercedes CL 63 AMG W215 et une Triumph Herald 1200 ayant appartenu à Philippe Monnet.

## Descendance du couple

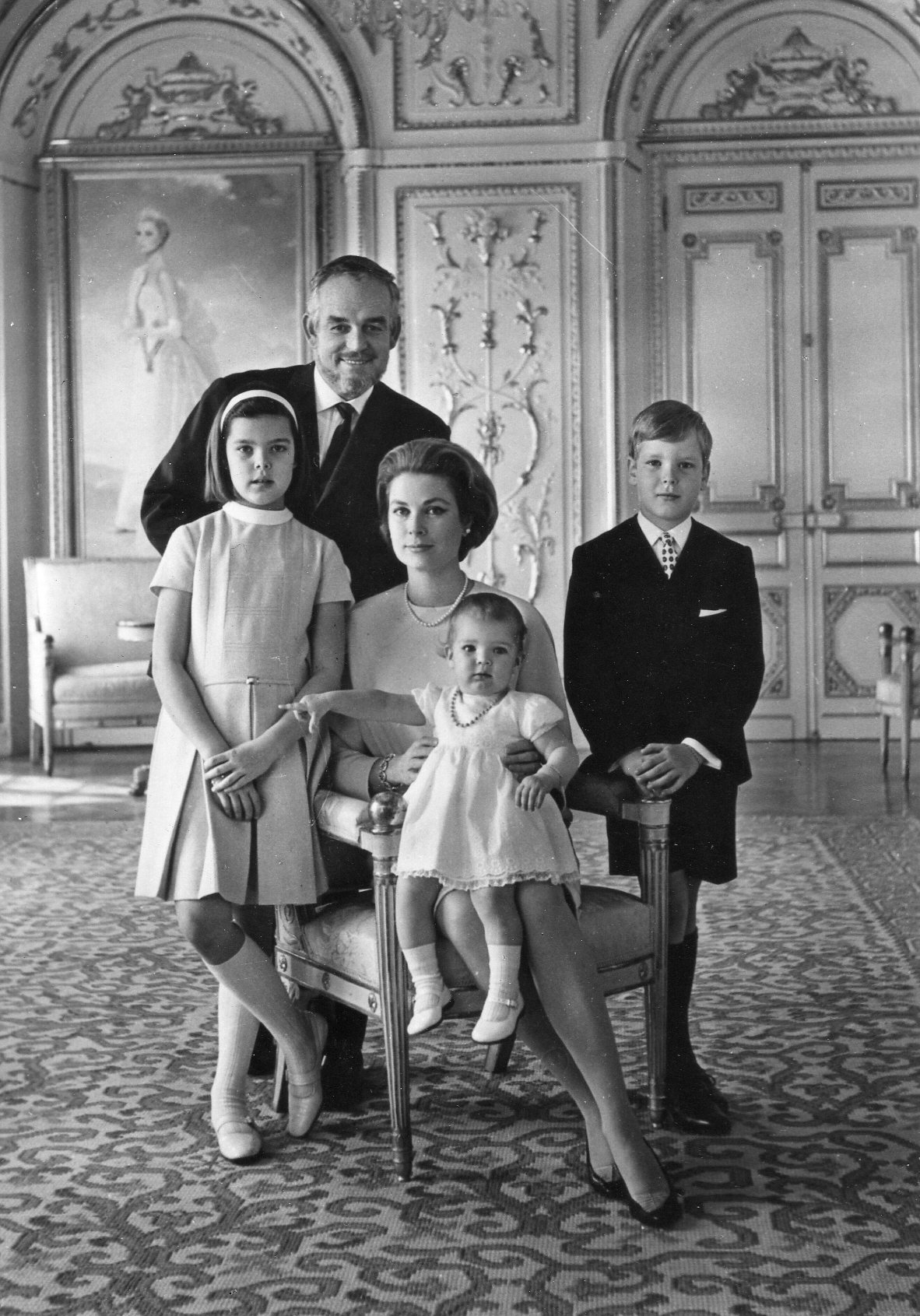
La famille princière (1966).

De ce mariage naissent trois enfants, portant le prédicat d'altesse sérénissime :

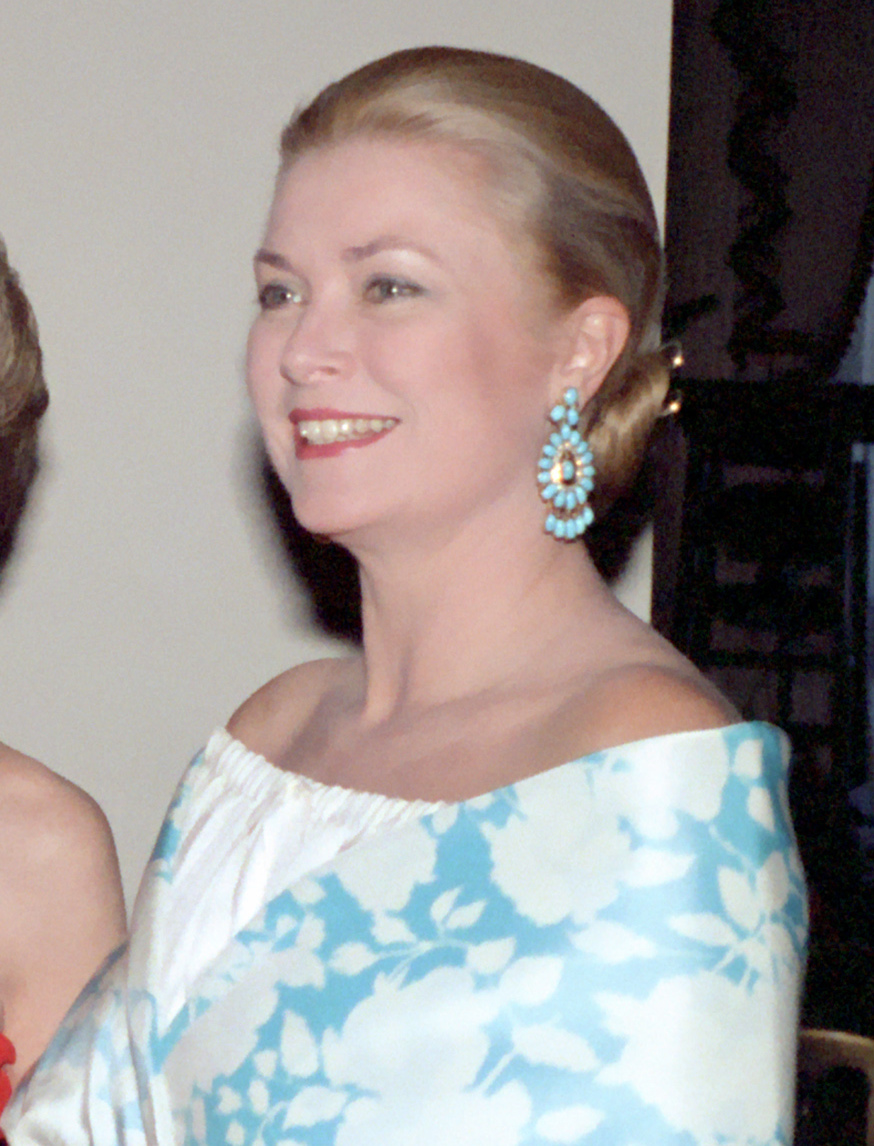
Grace Kelly (1929-1982), épouse de Rainier III.
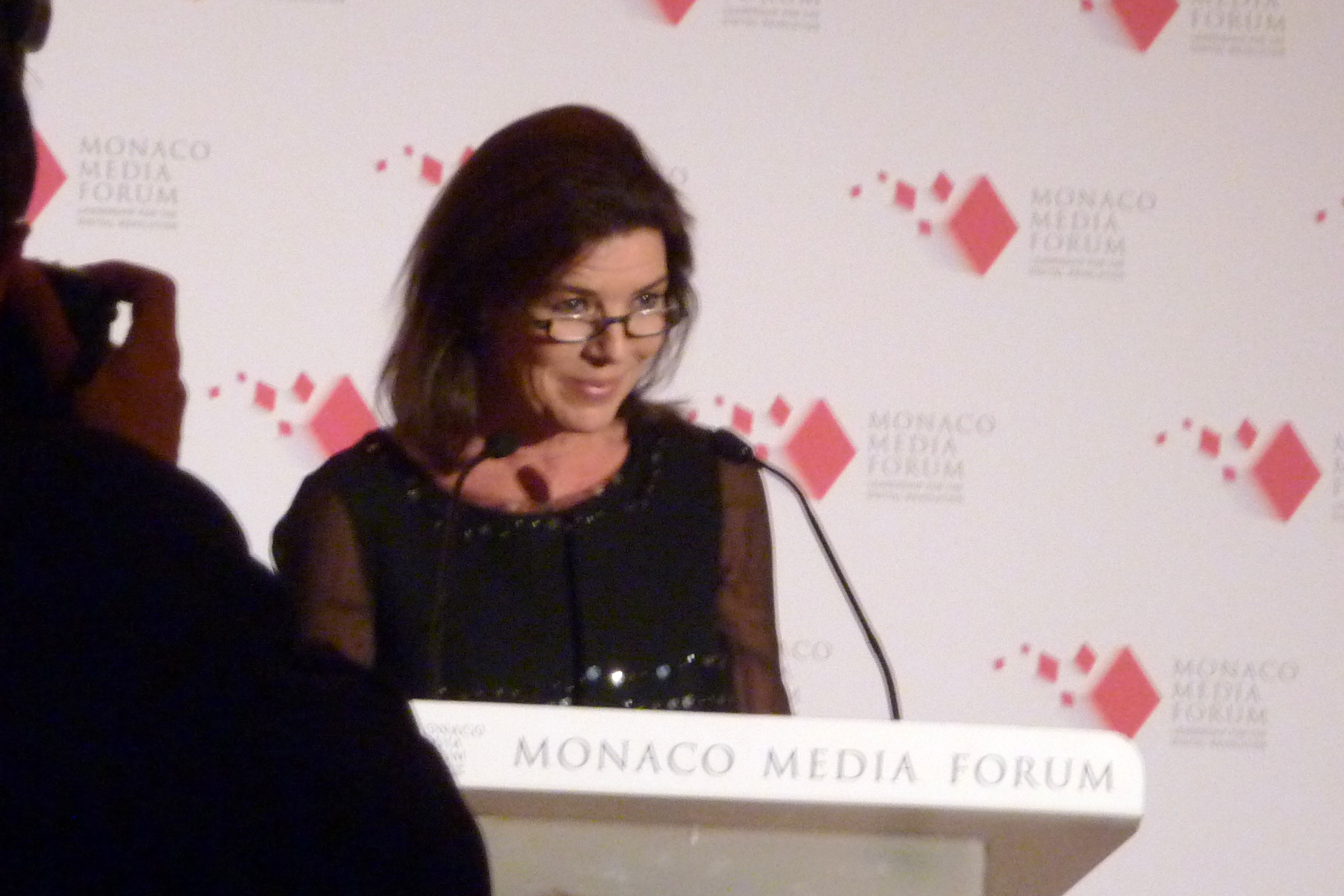
la princesse Caroline de Monaco (née le 23 janvier 1957), devenue S.A.R. la princesse de Hanovre par mariage ;
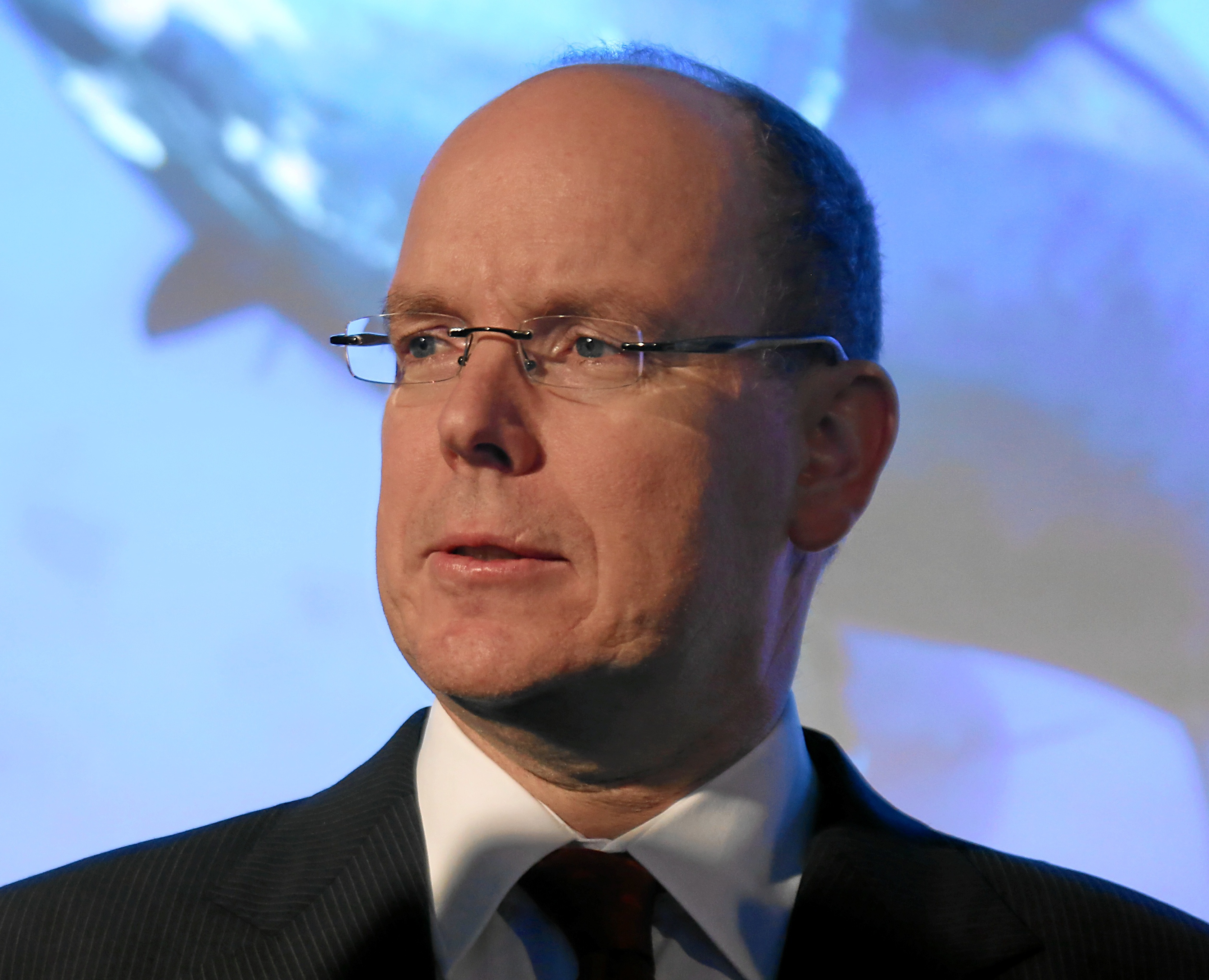
le prince Albert de Monaco (né le 14 mars 1958), prince héréditaire et marquis des Baux, actuel prince de Monaco après le décès de son père, sous le nom d'Albert II ;
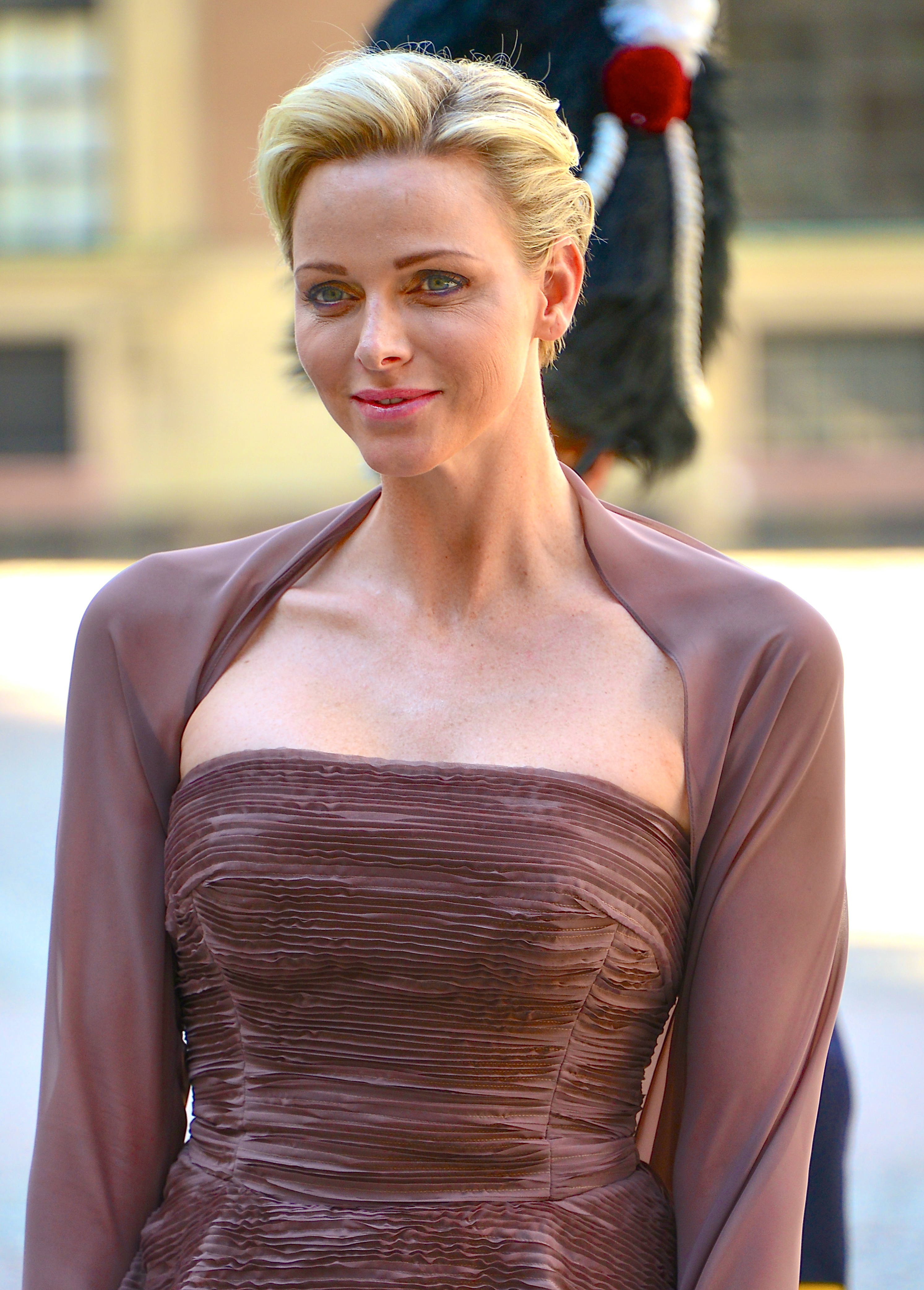
Charlène Wittstock (1978), belle-fille de Rainier III.
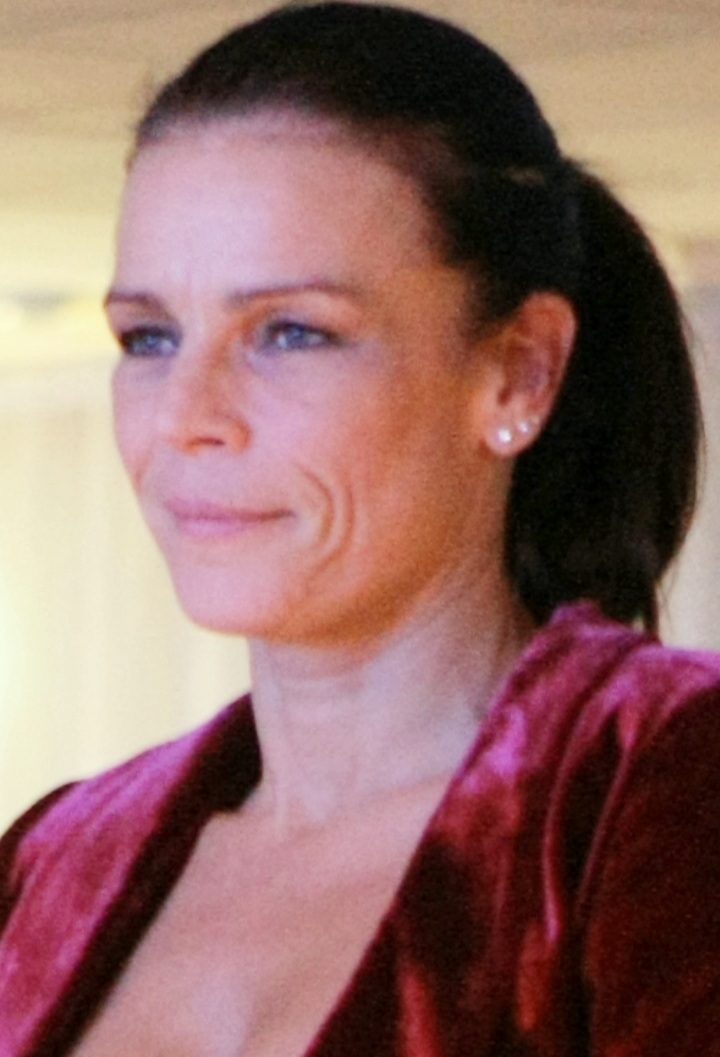
la princesse Stéphanie de Monaco (née le 1er février 1965).
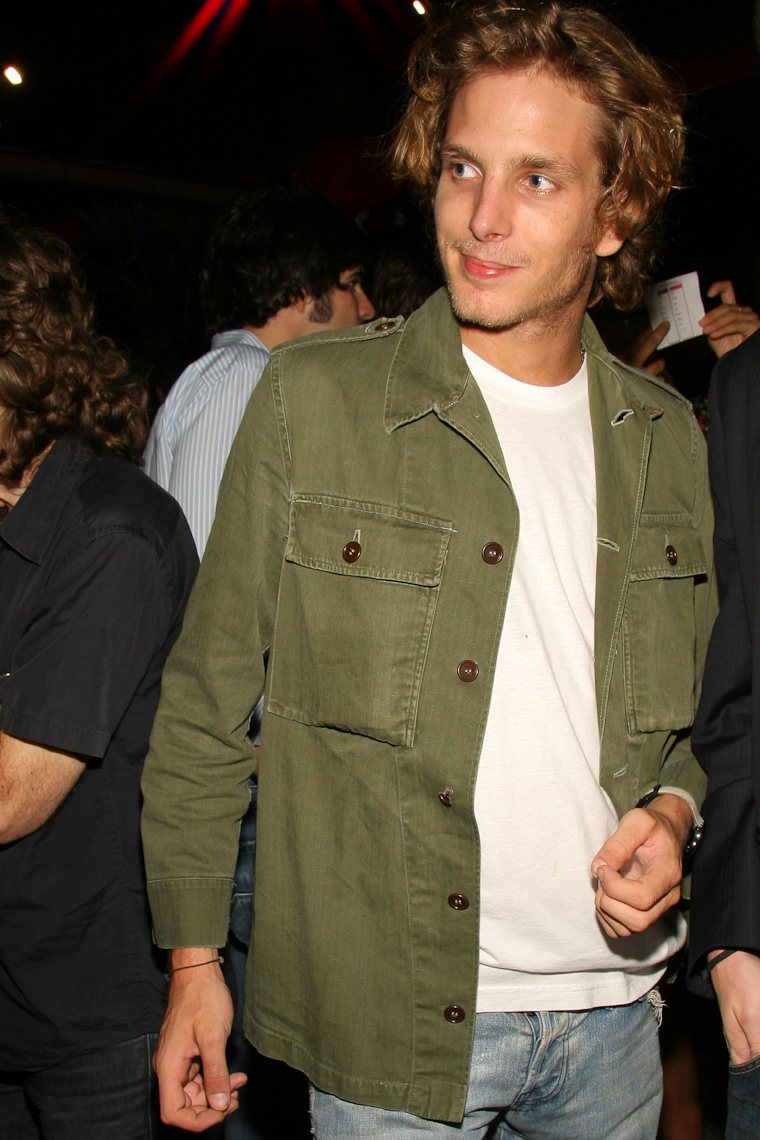
Andrea Casiraghi (1984), petit-fils de Rainier III.
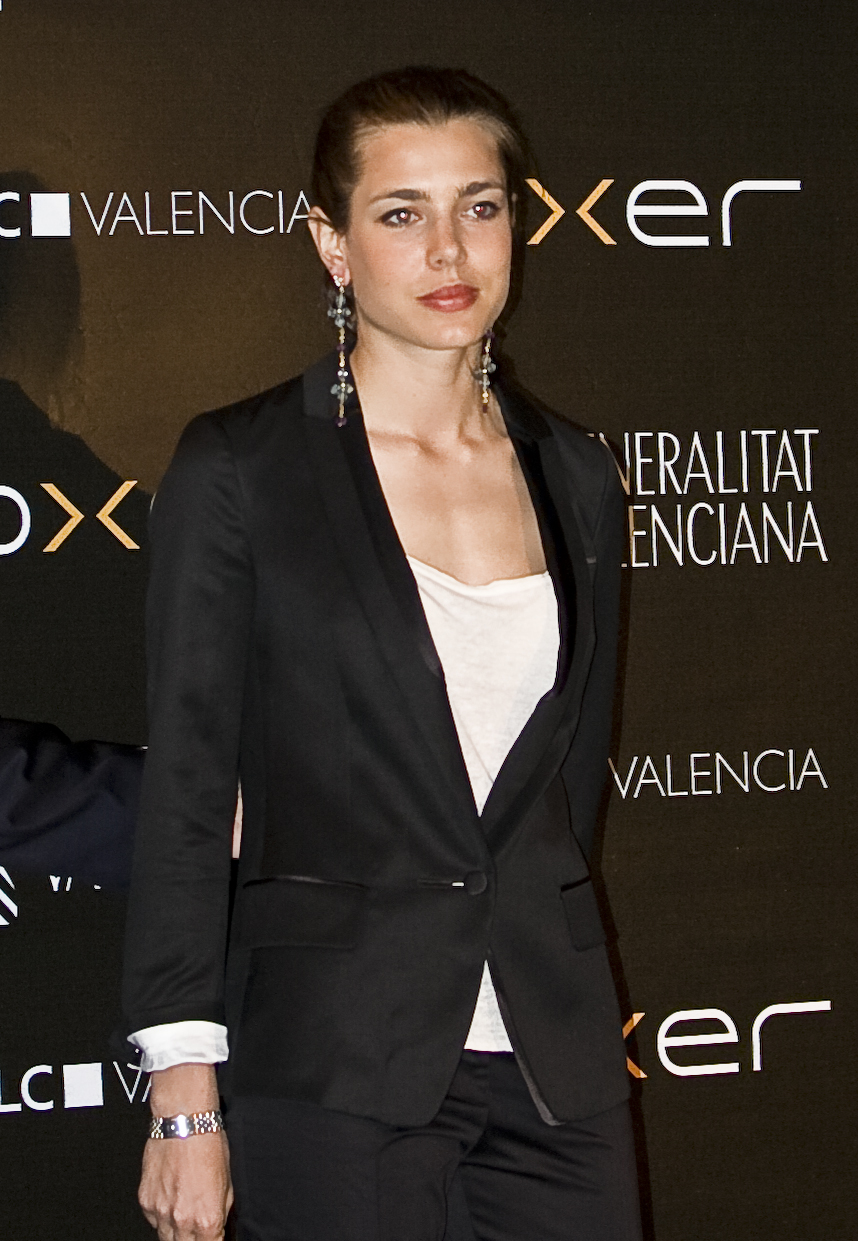
Charlotte Casiraghi (1986), petite-fille de Rainier III.

```
Rainier 
III
 de Monaco (31/05/1923 à 
Monaco
 – 06/04/2005 à 
Monaco
), 
prince de Monaco

x (18/04/1956 à 
Monaco
) 
Grace Kelly
 (12/11/1929 à 
Philadelphie
 – 14/09/1982 à 
Monaco
)
│
├──> 
Caroline Grimaldi
 (23/01/1957 à 
Monaco
)
│    x (29/12/1983 à 
Monaco
) 
Stefano Casiraghi
 (08/09/1960 à 
Côme
 – 03/10/1990 à 
Saint-Jean-Cap-Ferrat
)
│    │
│    ├──> 
Andrea Casiraghi
 (08/06/1984 à 
Monaco
)
│    │    x (31/08/2013 à Monaco) Tatiana Santo Domingo (24/11/1983 à 
Genève
)
│    │    │
│    │    ├──> Alexandre (Sacha) Casiraghi (21/03/2013 à 
Londres
)
[
13
]
,
[
14
]

|    |    |
│    │    └──> India Casiraghi (12/04/2015 à Londres)
[
15
]

│    │    │
│    │    └──> Maximilian Casiraghi (19/04/2018 à 
Londres
)
|    |
│    ├──> 
Charlotte Casiraghi
 (03/08/1986 à 
Monaco
)
│    │    x (relation
[
16
]
 2011-2015) 
Gad Elmaleh
 (19/04/1971 à 
Casablanca
)
│    │    │
│    │    └──> Raphaël Elmaleh (17/12/2013 à 
Monaco
)
[
17
]

│    │    x (01/06/2019 à 
Monaco
) 
Dimitri Rassam
 (16/11/1981 à 
Paris
)
│    │    │
│    │    └──> Balthazar Rassam (23/08/2018 à 
Monaco
)
│    │
│    ├──> 
Pierre Casiraghi
 (05/09/1987 à 
Monaco
)
│    │    x (01/08/2015 à 
Isola Bella
) Béatrice Borromeo (18/08/1985 à 
San Candido
)
│    │    │
│    │    └──> Stefano Casiraghi (28/02/2017)
│    │    │
│    │    └──> Francesco Casiraghi (21/05/2018)
│    │
│    x (23/01/1999 à 
Monaco
) 
Ernest-Auguste de Hanovre
 (26/02/1954 à 
Hanovre
)
│    │
│    └──> 
Alexandra de Hanovre
 (20/07/1999 à 
Vöcklabruck
)
│
├──> 
Albert 
II
 de Monaco
 (14/03/1958 à 
Monaco
), 
prince de Monaco

│    x (relation 1991) Tamara Rotolo (25/10/1961 à 
Palm Desert
)
│    │
│    ├──> 
Jazmin Grace Grimaldi
 (04/03/1992 à 
Palm Springs
)
│    │
│    x (relation 1997-2003) Nicole Coste (06/12/1971 à 
Lomé
)
│    │
│    ├──> 
Alexandre Grimaldi-Coste
 (24/08/2003 à 
Paris
)
│    │
│    x (01/07/2011 à 
Monaco
) 
Charlène Wittstock
 (25/01/1978 à 
Bulawayo
)
│    │
│    ├──> 
Gabriella Grimaldi
 (10/12/2014 à 
Monaco
), comtesse de 
Carladès

│    │
│    └──> 
Jacques Grimaldi
 (10/12/2014 à 
Monaco
), 
marquis des Baux

│
└──> 
Stéphanie Grimaldi
 (01/02/1965 à 
Monaco
)
     x (01/07/1995 à 
Monaco
 – 04/10/1996) 
Daniel Ducruet
 (27/11/1964 à 
Beausoleil
)
│    │
│    ├──> 
Louis Ducruet
 (26/11/1992 à 
Monaco
)
│    │    x (26/07/2019 à 
Monaco
) Marie Hoa Chevallier (1992 à 
Monaco
)
│    │
│    ├──> 
Pauline Ducruet
 (04/05/1994 à 
Monaco
)
│    x (relation 1998) Jean-Raymond Gottlieb (01/06/1967 à 
Paris
)
│    │
     └──> 
Camille Gottlieb
 (15/07/1998 à 
Monaco
)
```

- Grace Kelly
(1929-1982),
épouse de Rainier III.
- Caroline de Monaco
(1957),
fille de Rainier III.
- Albert II de Monaco
(1958),
fils de Rainier III.
- Charlène Wittstock
(1978),
belle-fille de Rainier III.
- Stéphanie de Monaco
(1965),
fille de Rainier III.
- Andrea Casiraghi
(1984),
petit-fils de Rainier III.
- Charlotte Casiraghi
(1986),
petite-fille de Rainier III.

## Anniversaires
Le prince Rainier fait plusieurs anniversaires et jubilés.
En 1966, on célèbre le centenaire du quartier de Monte-Carlo (à l'est du Rocher). Son règne est célébré par plusieurs jubilés : en 1974 pour son 25e anniversaire et le 9 mai 1999 pour le jubilé du 50e anniversaire, avec une rose commémorative nommée 'Jubilé du Prince de Monaco'. En 1997, c'est la célébration du 700e anniversaire de la dynastie Grimaldi (la plus ancienne dynastie régnante).

## Titulature
L'annuaire officiel de la principauté de Monaco indique que le chef d'État monégasque porte les titres suivants :
Son Altesse Sérénissime le prince souverain de Monaco, duc de Valentinois, marquis des Baux, comte de Carladès, baron de Calvinet et du Buis, seigneur de Saint-Rémy, sire de Matignon, comte de Torigni, baron de Saint-Lô, de la Luthumière et de Hambye, duc de Mazarin, duc de Mayenne, prince de Château-Porcien, baron de Massy, comte de Ferrette, de Belfort, de Thann et de Rosemont, baron d'Altkirch, seigneur d'Issenheim, marquis de Chilly, comte de Longjumeau et marquis de Guiscard.
De plus, au cours de sa vie, le prince Rainier III, prince souverain de Monaco, a été désigné comme suit :
- 31 mai 1923 – 2 juin 1944 : Son Altesse Sérénissime le prince Rainier de Monaco ;
- 2 juin 1944 – 9 mai 1949 : Son Altesse Sérénissime le prince héréditaire de Monaco[18] ;
- 9 mai 1949 – 6 avril 2005 : Son Altesse Sérénissime le prince souverain de Monaco.

## Titres honorifiques et décorations

### Titres et décorations militaires
- Colonel (armée)  France
- Chevalier de la Légion d'honneur en 1947
- Croix de guerre 1939-1945  France
- Croix du combattant volontaire de la guerre de 1939-1945  France
- Croix du combattant  France
- Médaille commémorative de la guerre 1939-1945  France
- Croix de guerre  Belgique
- Collier du Mérite de l'ordre souverain de Malte  Ordre souverain de Malte
- Médaille d'or de l'American Legion  États-Unis
- Grand-croix de l'ordre équestre  Saint-Marin

### Décorations sportives
- Collier d'or de l'ordre olympique
- Médaille d'or pour le sport automobile de la Fédération internationale de l'automobile  France

### Décorations monégasques
- Grand maître de l'ordre de Saint-Charles (grand-croix le 31 mai 1941[19])
- Grand maître de l'ordre de Grimaldi
- Grand maître de l'ordre de la Couronne
- Grand maître de l'ordre du Mérite culturel de Monaco

### Décorations étrangères
- Grand-croix de la Légion d'honneur  France[20]
- Chevalier de l'ordre pontifical de l'Éperon d'or  Vatican[20]
- Chevalier de l'ordre des Séraphins  Suède[20]
- Grand-croix d'honneur et dévotion de l'ordre souverain de Malte[20]
- Grand cordon de l'ordre du Mérite de la République italienne  Italie[20]
- Grand-croix de l'ordre du Sauveur  Grèce[20]
- Grand-croix de l'ordre royal de George Ier  Grèce[20]
- Grand cordon de l'ordre de Léopold  Belgique[20]
- Grand-croix de l'ordre du Lion d'or de la maison de Nassau  Luxembourg[20]
- Grand-croix de l'ordre de Méhémet Ali  Égypte[20]
- Grand-croix de l'ordre de l'Étoile de Karageorges  Serbie[20]
- Grand-croix de l'ordre militaire de Saint-Jacques de l'Épée  Portugal[20]
- Grand collier de l'ordre de Manuel-Amador Guerrero  Panama[20]
- Grand-croix de l'ordre de José Matias Delgado  Salvador[20]
- Médaille du Mérite  Liban[20]

### Hommage
En France, Rainier III donne son nom à des avenues, un boulevard ou encore des tunnels.

## Iconographie
- En 1955, le prince Rainier pose pour le sculpteur Boulogne (1926-1992). Le buste en marbre blanc de Carrare, destiné au palais princier, est livré en 1956 mais n'est pas exposé. Le plâtre original de l'artiste est conservé au Musée du Plâtre / Aux Musées Réunis de Cormeilles-en-Parisis.

## Armoiries
| Blason | Blasonnement : Fuselé d'argent et de gueules. |